# Gilbert Gascard
Gilbert Gascard, noto anche con lo pseudonimo di Tibet (Marsiglia, 29 ottobre 1931 – Roquebrune-sur-Argens, 2 gennaio 2010), è stato un fumettista francese ideatore, insieme a André-Paul Duchâteau, della serie a fumetti Ric Roland, pubblicata dal 1955 al 2010.